# دشت لتحر
لتحر،  از توابع بخش مرکزی شهرستان کاشان در استان اصفهان ایران است.

## جمعیت
این منطقه در دهستان کوهپایه قرار دارد و براساس سرشماری مرکز آمار ایران در سال 1395، جمعیت آن 18000نفر (800خانوار) بوده‌است.